# とらドラ!
『とらドラ！』は、竹宮ゆゆこによる日本のライトノベル。また、これを原作としたメディアミックス作品。イラストはヤスが担当。電撃文庫（メディアワークス→アスキー・メディアワークス）にて2006年3月から2010年4月まで刊行された。小説・漫画については日本国外において翻訳版が刊行されている。

## 概要
恋愛や家族関係など、それぞれに悩むところのある高校生たちの学生生活を描くラブコメ作品。タイトルは本作の登場人物、逢坂大河のあだ名「手乗りタイガー」（とら）と、高須竜児の「竜」（ドラゴン）に由来する。
2006年2月、スピンオフである「幸福の手乗りタイガー伝説」が、本編に先駆ける形で『電撃hp』に掲載され、同年3月に本編1巻目にあたる『とらドラ！』が電撃文庫から刊行された。以降、本編は電撃文庫から書き下ろし刊行、スピンオフは『電撃hp』、『電撃文庫MAGAZINE』などに随時掲載という形で、2010年現在も作品発表が続いている。本編は2009年3月10日発売の10巻で終了したが、10巻あとがきにて短編の予定がある事が語られている。担当編集者はアニメのプロデューサーにも名を連ねる湯浅隆明である。
2017年10月時点でシリーズ累計部数は500万部を突破している。『このライトノベルがすごい！』作品部門において、2007年版で6位、2008年版で4位、2009年版で2位、2010年版で4位にランクインしたほか、2007年にはライトノベルアワードでラブコメ部門賞を受賞している。2007年7月に漫画化、2008年9月にインターネットラジオ化、同年10月にテレビアニメ化された。また、ドラマCDやコンピューターゲームも発売された。
本作について、著者は「『高校生』というまだ『成りきらない』部分をちゃんと残そうと思っています。」と述べている。また、少女漫画・少女小説のストーリー構造をライトノベルに持ち込んだ印象があると指摘され、著者自身は高橋留美子の漫画『うる星やつら』・『めぞん一刻』の世界が流れていると述べている。また本作では随所にアニメ等（ガンダムや新世紀エヴァンゲリオン等）のパロディがちりばめられている。
2018年4月28日から5月6日までニコニコ動画のニコニコチャンネルにて全話無料配信された。

## あらすじ
父親譲りの目つきの鋭さのため、ヤンキーに見られてしまうことを気にしている高須竜児は、高校2年に進級し、以前から好意を寄せていた櫛枝実乃梨や、親友である北村祐作と同じクラスになることができた。一方で、新しいクラスメイトの間にはびこる「高須はヤンキー」という誤解を、また最初から解かねばならないことが憂鬱であったが、実乃梨の親友で誰彼かまわず噛み付く「手乗りタイガー」こと逢坂大河との出会いにより、意外に早くその誤解は解かれることとなる。
ある放課後、大河は想い人の祐作にラブレターを出そうとするが、それを間違って竜児のカバンに入れてしまう。祐作へのラブレターを送ったことを知られたと思った大河は、深夜取り返すべく高須家に木刀を携え忍び（殴り）込む。（高級マンションに住む大河の寝室の窓と高須家のベランダがほぼ同じ高さにあり、簡単に侵入できるのである） この夜のやりとりがきっかけで、竜児と大河は「お互いの恋を応援する共同戦線」を張ることになる。翌朝、大河に家に来るように電話で怒鳴られた竜児は大河のマンションに出かけていくが、大河は一人暮らしで部屋はひどく荒れており生活感がなかった。寝ている大河を見た竜児は「作り物の人形みたいで小さくてかわいい」と大河を意識してしまう。
大河はなし崩しに高須家に入り浸るようになっていく。共同戦線を張った二人は、想いを寄せる相手にさまざまな手段で自分の気持ちを伝えようとするが、その手段がなぜか相手に伝わらず、間接的にお互いのことを思い遣ることになってしまう。それが原因で、「二人は付き合っている」と周囲に誤解を生んだことを知った大河は責任を感じ、告白を決意、竜児との関係を白紙に戻そうとする。話を切り出された竜児は言葉を紡ぐことができなかった。
祐作への告白の結果は「友人」関係になってしまう。これは、1年前大河に告白し、失恋しているからである。この祐作を救ったのが生徒会長の狩野すみれであり、1年の祐作に声をかけ生徒会の雑用で失恋を忘れさせてしまう。
大河に、竜児は自分の気持ちを伝える。二人の関係を竜児は「虎と竜」に例え、並び立つために竜になり必ず大河の傍らに居続けるという。このときから竜児と大河は体面的な恋の協力関係から、実はお互いに必要な一人だと徐々にわかり始めるが、体面的な恋愛感にとらわれてお互いに深層心理の関係を認めない状態が続く。
ストーリーは大きく分けて、出逢い、プール、夏休み、文化祭、クリスマス、スキー、バレンタインデーのエピソードから構成されていて、高校3年の新学期（アニメ版では卒業式）の日に大河が竜児の元に帰ってくるエピソードで終わりを迎える。

## 登場人物
声はテレビアニメの担当声優。巻数のみの表記は本編の巻数を指す。各登場人物の人間関係は、基本的に作品登場時のものを記載する。当初、竜児達が通っている高校には名称が付けられておらず、アニメ化にあたって「大橋高校」と設定された。

### 主要人物
高須竜児（たかす りゅうじ）
声 - 間島淳司
本作の主人公。父親ゆずりの目つきの怖さと三白眼から不良やヤンキーと勘違いされがちで、コンプレックスとなっている。けれど実際は温厚で面倒見が良く、かつ真面目で几帳面な性格、成績優秀・品行方正な優等生でめったに怒ることはない。趣味は、海外のインテリア雑誌を読むこと。友達からは「たかっちゃん」や「高須」などと呼ばれており、「竜児」と呼ばれたのは大河が初めてである。
母子家庭で、母・泰子とアパート2階の一室で暮らしている。家事は万能で、食事はほとんど竜児が作っており、裁縫・掃除なども得意。こと掃除に関しては、遊びそっちのけで掃除に没頭するほど好きで、またささいな汚れをも見逃さない嗜好性の掃除マニア。その他、買い物も竜児が担っており、高須家の家計に関わっているためか、スーパーの特売情報などにも詳しく、しばしば「主夫」と評されることもある。
実乃梨に好意を抱いている。ひょんなことから大河の恋愛事情を知り、互いの恋愛成就に向けて協力し合うという名目で、大河の生活やドジの後始末など一切の面倒を見るようになる。
『このライトノベルがすごい！』男性キャラクター部門では2008年版で5位、2009年版で2位、2010年版で6位をそれぞれ獲得している。
逢坂大河（あいさか たいが）
声 - 釘宮理恵
本作のメインヒロイン。高校2年生。身長143.6センチメートル。16歳。小柄な体格とふんわりとした長い髪で竜児にも「人形のよう」とも評されるほど。一時は多くの男子生徒から告白されたほどのルックスだが、今現在は、大変な凶暴さで恐れられている。その性格と一風変わった名前、小柄な体格から「手乗りタイガー」のあだ名を持つが、本人は変わった名前と体格に劣等感を抱いている。本来の性格は泣き虫で、かなりのドジっ娘。またその性格や境遇もあいまって悲観的になることが多く、反面他人への思いやりも人一倍強い。中学時代は私学のお嬢様校に通っていた。常に木刀を持ち歩いている。
親はかなりの事業家ではあるが、家族（特に継母）との折り合いが悪く、現在は高須家の隣にある高級マンションの2階の一室をあてがわれ一人暮らしをしている。しかし生活能力はほとんどなく、親から振り込まれる金銭により生活していた。竜児と知り合ってからは高須家のアパートで過ごす時間が多くなる。また竜児の母親である高須泰子には気に入られて非常に可愛がられており、本人も泰子を「やっちゃん」と呼び懐いているが、泰子の巨乳を目撃した時には衝撃から硬直する場面もあった。
その性格上友人は少ないが、実乃梨とは1年生のころから非常に仲が良く、動物のように甘える。竜児と親交の深い北村祐作に好意を抱いているが、本人を前にすると極度に緊張し、言動・挙動がおかしくなる上ドジが災いして上手くいかなかった。竜児とは自分のドジがきっかけで竜児の恋愛事情を知り、お互いの恋愛成就のために協力し合うことになる。
『このライトノベルがすごい！』女性キャラクター部門では2007年版で6位、2008年版で10位、2009年版で3位、2010年版で5位をそれぞれ獲得している。
櫛枝実乃梨（くしえだ みのり）
声 - 堀江由衣
大河の親友で、女子ソフトボール部キャプテンを務める女子。愛称は「みのりん」。高校2年生。4月生まれで17歳。
運動神経が良く、体力や持久力も高い。笑顔がまぶしい明朗快活言語不明瞭な少女だが、超がつくほどのマイペースな性格。しばしば口調が変わり、会話の端々にさまざまなしょうもないネタを混ぜ込む癖がある。常にダイエットを心がけているような気配で、自称「ダイエット戦士」でスタイルの良い亜美が目立ちがちだが実は実乃梨もかなりの巨乳の持ち主。野球少年の弟がいる。
多くのアルバイトを掛け持ちしており、日常のほとんどを部活とアルバイトに費やしている。幼いころから野球をしており、進学後もソフトボールを続けることを望んでいる。
祐作とは部活関係から仲が良い。竜児とは2年生になるまでほとんど話したこともなかったが、ある時を境に好意を寄せることになる。しかし、大河のことを気遣うあまりに持ち前の明るさで自分の気持ちをごまかしてしまうことが多くなり、その煮え切らない態度が一時的に亜美との不和を生むことになってしまう。
川嶋亜美（かわしま あみ）
声 - 喜多村英梨
1学期途中から2年C組に転校してきた美少女。身長165センチメートル。体重45キログラム。モデル。
母親は女優の川嶋安奈と、一般的にも知名度がある。誰にでも驕らない性格を装っているが、実際には自分の全てを鼻に掛ける高慢さと強烈な毒舌の持ち主。しかしながら、自ら演出する本性を隠した仮面の性格で、大多数の同校男子生徒たちに好意を持たれている。その抜群の美貌とスタイルを維持するため、食事制限、ジムやエステ通いを怠らない。実家は資産家で、別荘を所持している。
転校してくる以前から仲の良い友人に恵まれなかったが、大橋高校では麻耶や奈々子と交友を深め、クラスでも一緒にいることが多くなった。クラスにもよく溶け込み、リーダーシップを発揮することもある。現在は伯父夫婦の家に下宿している。
祐作とは幼馴染み。大河とは犬猿の仲で、誰にでも尻尾を振るチワワに譬えて「ばかちー」（バカチワワの略）と大河から呼ばれている。また竜児には甘ったるい言動でしゃべりかけることが多いが、一方で彼女独特の恋愛的見解の本音を、端的ではあるが漏らすこともしばしば。
北村祐作（きたむら ゆうさく）
声 - 野島裕史
2年C組。クラス委員長で生徒会副会長で、男子ソフトボール部部長。眼鏡を掛けた容姿にきわめて真面目な生活態度、清々しい容姿ながらもちょっとズレた言動などが『ちびまる子ちゃん』の丸尾君にそっくりなことから、クラスの女子からは「まるお」とあだ名され、親しまれている。運動能力は高く、性格はやや楽観的。作中、人前で肌を晒す描写がたびたびあり、一部の男子からは裸族扱いされている。また、本人は自覚していないが、少々アホっぽいところがある。校則違反であるが自動二輪免許を所持している。大学生の兄がいる。
竜児とは1年生のころからの親友で、進級当初はその外見から恐れられている竜児の数少ない理解者だった。大河に告白したこともあるが玉砕。それ以来大河とは接点がなかったが大河からの告白をうけて、大切な友人として見るようになった。

### 大橋高校生徒

#### 2年C組
能登久光（のと ひさみつ）
声 - 興津和幸
黒縁メガネをかけている。普段は落ち着き払っているが、テンションが上がると快活な言動も目立つノリの良い性格。一方でややおせっかいな部分もある。成績は国語だけが突出しており、将来は文筆活動を志している。好きな音楽のジャンルはプログレ。
一年生の時から竜児と同じクラスで仲が良く、進級当初は祐作とともに竜児の数少ない友人だった。竜児はもちろん、春田と一緒に行動することも多い。麻耶とは祐作の件で、喧嘩腰になってしまう仲だったが、気がついたら彼女を好きになっていた。
スピンオフ「ラーメン食いたい透明人間」の主人公。
春田浩次（はるた こうじ）
声 - 吉野裕行
軽薄そうなロン毛が特徴。ノリが良く人なつっこいが、性格は非常に楽天的。一方であまり賢くはなく、当然成績は悪く、クラスメート達からは「アホ」「アホロン毛」「裏口入学系」などと呼ばれており、空気の読めない発言をすることもしばしば。だがシナリオを描くという面においては優れた手腕を発揮する。実家は内装の職人。姉がいる。年上のガールフレンドがいる。
進級早々、竜児と親しくなり、祐作や能登と一緒にいることも多い。
スピンオフ「春になったら群馬に行こう！」の主人公。
木原麻耶（きはら まや）
声 - 野中藍
見た目や言動はギャル系で、ルックスも良い。実は男女交際の経験はないらしい。やや自己中心的な性格。
転校してきた亜美とは親友になり、一緒に行動することが多い。祐作とは一年生のころからの知り合いで好意を抱いており、何かと構おうとするなど積極的にアプローチしている。その事で、久光とよく喧嘩腰になってしまう。
香椎奈々子（かしい ななこ）
声 - 石川桃子
口元にホクロがあるのが特徴。亜美や麻耶とは対照的に温厚な性格の一方で匂い立つような色気があり、大河に「お色気ボクロ」と称されたことも。両親は離婚しており、現在は片親。
麻耶とともに、転校してきた亜美の親友になる。やや直情的な麻耶のサポートに回ることも多い。また、作中の2年C組の女生徒の中では一番胸が大きい。

#### その他
狩野すみれ（かのう すみれ）
声 - 甲斐田裕子
3年生。常に成績トップをキープしている女生徒会長。特待生。剣道と合気道の有段者で、視力も測定不能なほどに良い。大和撫子（なでしこ）然とした容姿にもかかわらず、あまりにも男勝りで親分肌な言動から、生徒たちからは「兄貴」や「狩野姉妹の兄のほう」などと呼ばれている。ヘビが苦手。またアルコールに大変弱い。実家は地元密着型のスーパーマーケット「かのう屋」。
受験期に「かのう屋」が業績不振に陥ったことから、授業料免除の特待生待遇を提示した現在の高校に入学した。将来の夢は宇宙に行くこと。祐作には全幅の信頼を置いており、一緒に行動することも多い。生徒会長の任期満了とともに、宇宙飛行士になるための一歩としてアメリカへ留学した。北村とは両想いの関係であった。しかし、「北村は自分の人生を犠牲にしてまで私についてくる奴だ」と確信しており、北村の人生を壊さないために彼の告白をかわし、アメリカへと旅立った。
富家幸太（とみいえ こうた）
声 - 岡本信彦
1年生。スピンオフ「幸福の手乗りタイガー伝説」・「幸福の桜色トルネード」の主人公。生徒会庶務。生まれながらの不幸体質で、ここ一番という時には不幸な事故に見舞われる。逆に本人が幸福な状態だと、なぜか家族・友人等周囲の人々に不幸が訪れる。成績は良い。
すみれによってやや強引に生徒会に入る。あるきっかけでさくらと出会って恋に落ちた。
狩野さくら（かのう さくら）
声 - 阿澄佳奈
1年生。すみれの妹。豊満な身体つきから醸し出すコケティッシュさから、姉に「エロイ妹」などと称される。すみれと同じくヘビが苦手。
姉に憧れて同じ高校に入学する。1学期の中間考査で全科目赤点を出してしまい、幸太に勉強を教わることになった。
村瀬（むらせ）
声 - 大原崇
2年A組の男子生徒。生徒会庶務。すみれに「庶務」、幸太に「庶務先輩」と呼ばれたりと当初は名前を中々呼んでもらえなかった。同期である祐作とは友人で、ある事件をきっかけに竜児とも仲良くなる。
書記女史
声 - 後藤沙緒里
2年生。本名不明。生徒会書記。幸太に「書記女史」「書記先輩」などと呼ばれるなど、村瀬とともに名前を呼んでもらえていない。クリスマスパーティでは、大河や亜美らと共にステージで歌を歌った。
若宮 京太郎（わかみや きょうたろう）
1年生。「幸福の桜色トルネード」に登場。バスケ部期待のホープであるが成績は優れず、部員からは「バカ宮」などと言われている。補習で知り合ったさくらに惚れている。
光井百合子（みつい ゆりこ）
声 - 藤田麻美
1年A組。やや気弱そうな性格。文化祭で自分のクラスのメイド喫茶の衣装でミスコンに参加。1番手に登場したが、亜美人気によって影が薄かった。名前はテレビアニメ版のみ登場。

### 大橋高校教員
恋ヶ窪ゆり（こいがくぼ ゆり）
声 - 田中理恵
2年C組の担任。登場時は29歳で、途中で30歳になる。微妙にマイペースで空気を読めず、その上気が弱い。独身であり、結婚や彼氏ができるかもしれないという契機が訪れるたびに、わかりやすいくらいにおしゃれをしたりする傾向がある。だが教師としての仕事・責務はきっちりこなし、生徒たちにも一定の信頼を得ている。
巻が進むごとに独身であることや年齢がことさら強調されるようになり、生徒から「独身！」や「三十路！」などとからかわれたり、本文の名前が独身 (30) などと表記されるようになった。
スピンオフ「先生のお気に入り」の主人公。
黒間（くろま）
声 - 金光宣明
体育教師。通称・黒マッスル。筋骨隆々の肉体を誇っている。

### 生徒の家族
高須泰子（たかす やすこ）
声 - 大原さやか
竜児の母。33歳（自称「永遠の23歳」）。巨乳（Fカップ）。「魅羅乃（みらの）」という名で、街で唯一のスナックバー「毘沙門天国」の雇われママとして、高須家の家計を一手に支える。夜型生活のため昼間は眠っていることが多く、家事はほとんど竜児に任せている。自分を「やっちゃん」、竜児を「竜ちゃん」と呼ぶなど子どもっぽい性格で、一定時間の睡眠を得られないと肌年齢が急激に衰え、別人のようになる。
あまり頭が良くなく、中学3年生のころに数学の偏差値が17で担任の教師に絶句されている。
若いころは体が弱かった。16歳で竜児を妊娠。はるか年上のヤクザと駆け落ち同然に家を出ており、実家との関係はほぼ断絶している。夫（実際には夫ではないが）が蒸発してからは、息子である竜児との2人暮らし。大河が高須家に入り浸るようになってからは大河を3人目の家族扱いしており、大河が家に勝手に上がりこんでも大歓迎している。
竜児に学問で大成してほしいと願っており、大学への進学を望んでいる。終盤に過労が元で倒れた後に失踪し、竜児を苦境に陥れた。
インコちゃん
声 - 後藤沙緒里
竜児の飼っているブサイクなインコ。竜児が卵からかえして大事にしている。自分の名前だけはうまく言えないが、他の言葉は割と流暢に発音し、たまに人語を理解しているかのようなタイミングで口をはさむ。アニメでは大河からブサコと呼ばれ、ショックを受けていた。
高須清児（たかす せいじ）
声 - 青木強
泰子の実父、57歳。自宅近所に事務所を構える税理士。
高須園子（たかす そのこ）
声 - 小林美奈
泰子の実母、55歳。専業主婦。外見は泰子とよく似ている。
逢坂陸郎（あいさか りくろう）
声 - 古澤徹
大河の父。大河と同じく小柄な体格。大河の実母と離婚の後、夕と再婚した。一見娘のことを優先的に考えて行動している人物に見えるが、夫婦仲が悪くなるたびに大河と一緒に生活をしたがり、仲直りしてしまえば平気で約束を破る、無視すれば生活費を振り込まないなど浮気で身勝手な性格。その性格を知る実乃梨からは蛇蝎（だかつ）のごとく嫌われている。資産家で、大河に高級マンションや家具を与えたり、交流はないものの生活費として大金を大河の口座に振り込んでいる。竜児は彼と大河との確執をよく知らなかったためにその本性をなかなか見抜くことができなかった。しかし、義務教育が終わった後も大河の高校の学費を払ってやったり、大河を高級マンションに住ませてやったりと、親として最低限の責任は果たそうとしていた模様。
大河の母
声 - 大浦冬華
氏名不明。すでに再婚していて妊娠中。大河との仲は良く、母子で買い物や映画を見たり、大河が甘えられるほど。臨月が近いにもかかわらずハイヒールで闊歩（かっぽ）し、ポルシェを乗り回す様はまさにタイガー。怖いものなしの視線、いら立つ様子、なぶるような口調は大河に似ている。
逢坂 夕（あいさか ゆう）
大河の継母。作中には登場していない。陸郎の再婚相手だが、大河とは折り合いがとても悪く、大河を逢坂家から追い出した原因を持つ。その後、陸郎とともに夜逃げして姿を消す。
北村啓子（きたむら けいこ）
祐作の母。作中には登場していない。保険会社に勤めている。泰子とも仲がよく、お互いの息子が家出した時は互いに連絡を取り合うように協定を結んでいる。
北村 巳代（きたむら みよ）
祐作の祖母。祐作たち孫を非常に溺愛しており、度々地元から祐作の家にやって来ては豪勢な料理を作ったりお小遣いをあげたりしているらしい。また料理の腕やセンスは竜児が対抗意識を燃やすほどに高い。祐作が幼いころからそうだったようで、亜美とも面識がある。
狩野姉妹の両親
舞台となる公立高校から車で20分ほどのところにある地域密着型スーパー「かのう屋」（有限会社狩野商店）を経営する。住居は店舗の二階。母親と富家幸太の母親とは、幸太が退院した折から顔見知りである。

### その他の登場人物
稲毛（いなげ）
声 - 青木強
泰子の勤める「毘沙門天国」の常連客。「稲毛酒店」という酒屋の店主。妻とは離婚している。
須藤（すどう）
「須藤コーヒースタンドバー」、通称・スドバの店主。店はスターバックスにそっくりな店作りとなっており、そのためスドバと呼ばれている。竜児や大河ら大橋高校の生徒もよく利用しており、商品もある程度の評価を得ていて親しまれている。
吉田 孝義（よしだ たかよし）
「ふれあいこどもどうぶつえん」の従業員。スピンオフ「幸福の桜色トルネード」に登場。ハーフのような顔つきだが純日本人。園内では「孝義・フルハム」や「孝義・モルダー」などの偽名を使っているが、これは自分の外見と、担当している動物の名称にちなんだシャレである。
濱田瀬奈（はまだ せな）
声 - 後藤沙緒里
美大3年生。スピンオフ「春になったら群馬に行こう！」とアニメに一部登場。アパートに一人暮らしをしている。
恋人の亮輔に別れを告げられ、その直後に春田と出会う。亮輔のことはあきらめておらず、春田とともに亮輔とヨリを戻そうと画策する。
亮輔（りょうすけ）
美大3年生。スピンオフ「春になったら群馬に行こう！」に登場。瀬奈とは高校時代に同じ美術部に籍を置いており、現在も同じ学校に通っている。
瀬奈の元恋人。瀬奈の親友と付き合い始めたために瀬奈と別れ話を切り出す。
逢坂くん（仮）
恋ヶ窪ゆりの教職1年目の時の生徒。スピンオフ「先生のお気に入り」に登場。本名不明。顔立ちや性格が大河に似たものがあることから「逢坂くん（仮）」と呼ばれる。攻撃的な性格の一方、腕っ節が弱いことから「生意気ヒョロ男」とも呼ばれていた。非常なメール魔。
対人関係が上手く築けないことから不登校がちで、家では夜型生活をパソコンにかじりつきながら送っていた。ゆりとの交流は現在も続いている。
萌香（もか）
逢坂くん（仮）の娘。最近生まれたばかり。
玉井 伊欧（たまい いお）
スピンオフ「ニセとら！」に登場。自称を涙夜とする女子中学生。怪しげなアイテムやエキセントリックな言動が特徴で、作中で本当に黒魔術のようなものを使ったかのような描写があるが、真相は不明。
本来は『わたしたちの田村くん』に登場したキャラクターである。通っている中学は以前大河が通っていた私立女子校であり、大河は先輩にあたる。
高浦真一（たかうら しんいち）
玉井伊欧の兄。伊欧同様『わたしたちの田村くん』に登場したキャラクターである。
手乗りタイガー（てのりタイガー）
小説の表紙や口絵に登場する小さなトラ。登場人物にインタビューしたり、中に誰かが入っていたりする。アニメでは大河役の釘宮が声を当てている。

### “お・ん・なビースト〜俺らの川嶋さん〜”の登場人物
コミック2巻特装版付録の小冊子に収録。田中ロミオによる二次創作のため、下記の文はいずれも正式な設定の上に成り立った物かは不明。
島村啓司（しまむら けいじ）
元写真部の生徒。2年B組。やや陰気臭い性格。写真部廃部の原因となった盗撮騒動には無関係だったが、一種の黙認をしていた。部活復興のためにはスクープが必要だという級友の五十嵐の発案に乗ることになる。
五十嵐悟（いがらし さとる）
元写真部の生徒。2年B組。けだるそうな態度をとっていることが多いが、自己中心的で調子に乗りやすい性格。写真部時代は盗撮を主導し、被害にあった大河の襲撃を招き、男子写真部廃部のきっかけを作った。男子写真部復活のためにスクープを模索している。

## 漫画
絶叫の作画により、『月刊電撃コミックガオ!』（KADOKAWA）にて2007年9月号から2008年3月号まで連載された後、『月刊コミック電撃大王』（同社刊）に移籍して2008年5月号から連載中。
単行本は日本国内においては電撃コミックスより刊行。また日本国外においては北米地区にてSeven Seas Entertainmentより翻訳版が刊行されている。
第5巻は同じく竹宮原作の『ゴールデンタイム』単行本第1巻と同時発売（2012年3月27日付）であったことから、同日発売の月刊コミック電撃大王2012年5月号の表紙は両作品のヒロインのコラボレーションイラストとされた。

## 既刊一覧

### 小説・本編
- 竹宮ゆゆこ（著）・ヤス（イラスト）、メディアワークス→アスキー・メディアワークス〈電撃文庫〉、全10巻
  - 『とらドラ！』、2006年3月25日初版発行（3月10日発売[35][36]）、ISBN 4-8402-3353-5
  - 『とらドラ2！』、2006年5月25日初版発行（5月10日発売[37][36]）、ISBN 4-8402-3438-8
  - 『とらドラ3！』、2006年9月25日初版発行（9月10日発売[38][36]）、ISBN 4-8402-3551-1
  - 『とらドラ4！』、2007年1月25日初版発行（1月10日発売[39][36]）、ISBN 978-4-8402-3681-2
  - 『とらドラ5！』、2007年8月25日初版発行（8月10日発売[40][36]）、ISBN 978-4-8402-3932-5
  - 『とらドラ6！』、2007年12月25日初版発行（12月10日発売[41][36]）、ISBN 978-4-8402-4117-5
  - 『とらドラ7！』、2008年4月10日初版発行（同日発売[42][36]）、ISBN 978-4-04-867019-7
  - 『とらドラ8！』、2008年8月10日初版発行（同日発売[43][36]）、ISBN 978-4-04-867170-5
  - 『とらドラ9！』、2008年10月10日初版発行（同日発売[44][36]）、ISBN 978-4-04-867265-8
  - 『とらドラ10！』、2009年3月10日初版発行（同日発売[45][36]）、ISBN 978-4-04-867593-2

### 小説・スピンオフ
- 竹宮ゆゆこ（著）・ヤス（イラスト）、メディアワークス→アスキー・メディアワークス〈電撃文庫〉、全3巻
  - 『とらドラ・スピンオフ！幸福の桜色トルネード』、2007年5月25日初版発行（5月10日発売[46]）、ISBN 978-4-8402-3838-0
  - 『とらドラ・スピンオフ2！虎、肥ゆる秋』、2009年1月10日初版発行（同日発売[47]）、ISBN 978-4-04-867459-1
  - 『とらドラ・スピンオフ3！俺の弁当を見てくれ』、2010年4月10日初版発行（同日発売[48]）、ISBN 978-4-04-868456-9

### 漫画
- 竹宮ゆゆこ（原作）・ヤス（キャラクターデザイン）・絶叫（作画） 『とらドラ！』 メディアワークス→アスキー・メディアワークス→KADOKAWA〈電撃コミックス〉、既刊11巻（2023年1月26日現在）
  1. 2008年3月15日初版発行（2月27日発売[49]）、ISBN 978-4-8402-4219-6
    - アニメイト&ゲーマーズ限定版[注 1]：同日発売

  2. 2009年2月27日初版発行（同日発売[50]）、ISBN 978-4-04-867633-5
    - 特装版[注 2]：2009年1月27日初版発行（同日発売[51]）、ISBN 978-4-04-867400-3
    - アニメイト&ゲーマーズ限定版[注 1]：同日発売

  3. 2010年1月27日初版発行（同日発売[52]）、ISBN 978-4-04-868368-5
  4. 2011年1月27日初版発行（同日発売[53]）、ISBN 978-4-04-870244-7
  5. 2012年3月27日初版発行（同日発売[54]）、ISBN 978-4-04-886492-3
  6. 2013年8月27日初版発行（同日発売[55]）、ISBN 978-4-04-891618-9
    - 特装版：2013年7月27日初版発行（同日発売[56]）、ISBN 978-4-04-891651-6

  7. 2015年2月27日初版発行（同日発売[57]）、ISBN 978-4-04-869057-7
  8. 2017年10月27日初版発行（同日発売[58]）、ISBN 978-4-04-893426-8
  9. 2019年6月27日初版発行（同日発売[59]）、ISBN 978-4-04-912584-9
  10. 2021年11月26日初版発行（同日発売[60]）、ISBN 978-4-04-914083-5
  11. 2023年1月26日初版発行（同日発売[61]）、ISBN 978-4-04-914831-2

### 関連書籍
- 『とらドラ・ポータブル！ ザ・コンプリートガイド』2009年6月5日発売[62]、ISBN 978-4-04-867879-7
- 『ヤス画集 とらドラ・ピクチャーズ！』2009年6月10日発売[63]、ISBN 978-4-04-867887-2
- 『とらドラノ全テ！』2009年6月10日発売[64]、ISBN 978-4-04-867887-2

## テレビアニメ
2008年4月にアニメ化が発表され、同年10月から2009年3月までテレビ東京系列6局およびAT-Xで放送された。
監督の長井、シリーズ構成の岡田、キャラクターデザインの田中が初めてメインスタッフとして揃って担当した作品で、彼らは後に超平和バスターズの名義で複数の作品を手がけることになる。

### スタッフ
- 原作 - 竹宮ゆゆこ[67]
- 原作イラスト - ヤス[67]
- 監督 - 長井龍雪[68]
- シリーズ構成 - 岡田麿里[68]
- キャラクターデザイン - 田中将賀[68]
- プロップデザイン - 冷水由紀絵[67]
- 美術監督 - 柴田千佳子[67]
- 色彩設計 - 石田美由紀[67]
- 撮影監督 - 黒澤豊[67]
- 編集 - 西山茂[67]
- 音響監督 - 明田川仁[68]
- 音楽 - 橋本由香利[68]
- 音楽制作 - スターチャイルドレコード[68]
- プロデューサー - 山中隆弘[67]、湯浅隆明[67]、池田慎一[67]、神部宗之[67]、松倉友二[67]
- アニメーションプロデューサー - 大橋正夫[67]
- プロデュース - GENCO[68]
- アニメーション制作 - J.C.STAFF[68]
- 製作 - 「とらドラ！」製作委員会[68]

### 主題歌

#### オープニングテーマ
「プレパレード」（第1話 - 第16話、OVA）
作詞 - 渡邊亜希子 / 作曲 - 大久保薫 / 編曲 - 鈴木光人 / 歌 - 逢坂大河・櫛枝実乃梨・川嶋亜美（釘宮理恵・堀江由衣・喜多村英梨）
「silky heart」（第17話 - 第24話）
作詞 - Satomi / 作曲 - 藤末樹 / 編曲 - 川口圭太 / 歌 - 堀江由衣

#### エンディングテーマ
「バニラソルト」（第1話 - 第16話、OVA）
作詞 - Satomi / 作曲 - Funta7 / 編曲 - 中塚武 / 歌 - 堀江由衣
「オレンジ」（第17話 - 第18話、第20話 - 第25話）
作詞 - 渡邊亜希子 / 作曲 - Funta3 / 編曲 - 橋本由香利 / 歌 - 逢坂大河・櫛枝実乃梨・川嶋亜美（釘宮理恵・堀江由衣・喜多村英梨）
第24話・第25話では2番が、それ以外では1番が使用された。
「ホーリーナイト」（第19話）
作詞 - 岡田麿里 / 作曲 - 橋本由香利 / 編曲 - 橋本由香利 / 歌 - 逢坂大河・川嶋亜美（釘宮理恵・喜多村英梨）
同じく第19話では挿入歌としても使用され、エンディングロールには「挿入歌」と表記されていた。

### 評価
「第31回アニメグランプリ」では女性キャラクター部門で逢坂大河が9位を獲得している。「第32回アニメグランプリ」ではグランプリ作品部門で20位、女性キャラクター部門で逢坂大河が17位、サブタイトル部門で最終話が15位をそれぞれ獲得している。
「2008年度読者が選ぶアニメキャラ大賞」では逢坂大河が2部門でトップ10入り（「新人賞」6位、「ワガママだったDE賞」10位）している。「2009年度読者が選ぶアニメキャラ大賞」では「ワガママだったDE賞」で逢坂大河が5位を獲得している。アニメディア創刊記念号特別企画「これが私の神アニメだ！ IN SUMMER」（2010年）では男性キャラクター部門で高須竜児が16位を獲得している。

### 各話リスト
| 話数 | サブタイトル               | 脚本              | 絵コンテ                | 演出           | 作画監督                                | 総作画監督        |
| ---- | -------------------------- | ----------------- | ----------------------- | -------------- | --------------------------------------- | ----------------- |
| 1    | 虎と竜                     | 岡田麿里          | 長井龍雪                | 長井龍雪       | 田中将賀                                | -                 |
| 2    | 竜児と大河                 | 岡田麿里          | カサヰケンイチ          | カサヰケンイチ | 宮川智恵子                              | 下谷智之          |
| 3    | 君の歌                     | 岡田麿里          | 高田耕一                | 久保山英一     | 古川博之                                | 田中将賀          |
| 4    | あのときの顔               | 岡田麿里          | 井出安軌                | 桜美かつし     | 冨岡寛                                  | 下谷智之          |
| 5    | かわしまあみ               | 樋口達人          | 恵瑛太                  | 浅野勝也       | 大塚舞                                  | 田中将賀          |
| 6    | ほんとの自分               | 岡田麿里          | 中村守                  | 山崎茂         | 都竹隆治 重松しんいち                   | 下谷智之          |
| 7    | プールびらき               | 岡崎純子          | 駒井一也                | 青井小夜       | 山口智                                  | 田中将賀          |
| 8    | だれのため                 | 岡崎純子 岡田麿里 | 大原実                  | 石田暢         | 内原茂 小澤郁                           | 下谷智之          |
| 9    | 海にいこうと君は           | 樋口達人          | 恵瑛太                  | 桜美かつし     | 大木良一                                | 田中将賀          |
| 10   | 花火                       | 樋口達人          | カサヰケンイチ 高田耕一 | カサヰケンイチ | 宮下雄次 本村晃一                       | 下谷智之          |
| 11   | 大橋高校文化祭【前編】     | 横谷昌宏          | 高田耕一                | 橋本敏一       | 飯飼一幸 河野稔                         | 田中将賀          |
| 12   | 大橋高校文化祭【中編】     | 岡田麿里          | 駒井一也                | 高島大輔       | 許宰銑 冨岡寛                           | 下谷智之          |
| 13   | 大橋高校文化祭【後編】     | 岡田麿里          | 下田正美                | 雄谷将仁       | 海堂ヒロユキ 岩倉和憲 柳伸亮            | 田中将賀          |
| 14   | しあわせの手乗りタイガー   | 岡田麿里          | 長井龍雪                | 三木俊明       | 大野勉 杉藤さゆり                       | 川田剛            |
| 15   | 星は、遠く                 | 樋口達人          | 恵瑛太                  | 石田暢         | 大木良一                                | 田中将賀          |
| 16   | 踏みだす一歩               | 樋口達人          | 山本英世                | 桜美かつし     | 内原茂 宮下雄次 中山由美 沼田誠也       | 下谷智之 田中将賀 |
| 17   | クリスマスに水星は逆行する | 横谷昌宏          | 鈴木洋平                | 鈴木洋平       | 岩倉和憲 大塚舞                         | 田中将賀          |
| 18   | もみの木の下で             | 横谷昌宏          | 大畑清隆                | 高島大輔       | 宮下雄次 中山由美                       | 下谷智之          |
| 19   | 聖夜祭                     | 横谷昌宏          | カサヰケンイチ 長井龍雪 | カサヰケンイチ | 木野下澄江 赤井俊文 海堂ヒロユキ 落合瞳 | 田中将賀          |
| 20   | ずっと、このまま           | 樋口達人          | 山本秀世                | 齋藤徳明       | 山川宏治                                | 岩倉和憲          |
| 21   | どうしたって               | 横谷昌宏          | 高田耕一                | 青井小夜       | 大木良一 沼田誠也 川田剛                | 田中将賀          |
| 22   | 君のいる景色               | 岡田麿里          | 二瓶勇一                | 石田暢         | 内原茂 岸本誠司                         | 岩倉和憲          |
| 23   | 進むべき道                 | 岡田麿里          | 鈴木洋平                | 鈴木洋平       | 本村晃一 冨岡寛 田中将賀                | 田中将賀          |
| 24   | 告白                       | 岡田麿里          | 佐藤卓哉                | 桜美かつし     | 落合瞳 中山由美                         | 落合瞳            |
| 25   | とらドラ！                 | 岡田麿里          | 長井龍雪                | 長井龍雪       | 田中将賀 岩倉和憲                       | 田中将賀          |
| OVA  | 弁当の極意                 | 岡田麿里          | 長井龍雪                | 長井龍雪       | 田中将賀                                | -                 |

### 放送局
テレビ東京での放送枠についてはテレビ東京の深夜アニメ枠も参照。
| 放送地域       | 放送局         | 放送期間                      | 放送日時                     | 放送区分       | 備考             |
| -------------- | -------------- | ----------------------------- | ---------------------------- | -------------- | ---------------- |
| 関東広域圏     | テレビ東京     | 2008年10月2日 - 2009年3月26日 | 木曜 1:20 - 1:50（水曜深夜） | テレビ東京系列 |                  |
| 大阪府         | テレビ大阪     | 2008年10月2日 - 2009年3月26日 | 木曜 1:20 - 1:50（水曜深夜） | テレビ東京系列 |                  |
| 愛知県         | テレビ愛知     | 2008年10月2日 - 2009年3月26日 | 木曜 1:28 - 1:58（水曜深夜） | テレビ東京系列 |                  |
| 福岡県         | TVQ九州放送    | 2008年10月6日 - 2009年3月30日 | 日曜 2:30 - 3:00（土曜深夜） | テレビ東京系列 |                  |
| 北海道         | テレビ北海道   | 2008年10月7日 - 2009年3月31日 | 月曜 1:30 - 2:00（日曜深夜） | テレビ東京系列 |                  |
| 岡山県・香川県 | テレビせとうち | 2008年10月9日 - 2009年4月2日  | 水曜 1:48 - 2:18（火曜深夜） | テレビ東京系列 |                  |
| 日本全域       | AT-X           | 2008年10月17日 - 2009年4月3日 | 金曜 11:30 - 12:00           | CS放送         | リピート放送あり |
| 鹿児島県       | 鹿児島テレビ   | 2009年2月27日 - 8月21日       | 金曜 2:10 - 2:40（木曜深夜） | フジテレビ系列 |                  |
| 日本全域       | dアニメストア  | 全話配信                      |                              | オンデマンド   |                  |

| テレビ東京 木曜 1:20 - 1:50（水曜深夜）           | テレビ東京 木曜 1:20 - 1:50（水曜深夜）                           | テレビ東京 木曜 1:20 - 1:50（水曜深夜）               |
| 前番組                                            | 番組名                                                            | 次番組                                                |
| ------------------------------------------------- | ----------------------------------------------------------------- | ----------------------------------------------------- |
| スレイヤーズREVOLUTION （2008年7月2日 - 9月24日） | とらドラ！ （2008年10月1日 - 2009年3月25日） 【本作までアニメ枠】 | お買物タウン （2009年4月1日 - 6月24日） ※30分繰り上げ |

### 映像特典

#### とらドラSOS！食いしん坊万々歳
DVD第2・4・6・8巻とBlu-ray BOXに収録のショートアニメ。メインキャラがディフォルメキャラとなって、なぜか食べ物のウンチクを語り合うお話。大河が虎耳、亜美は犬耳で、実乃梨の頭には花が生えている。DVD第3巻および第5巻には実写映像特典「挑戦シリーズ」が収録。
プロデューサー片桐はいり
スタッフ
- 脚本 - 伊藤美智子
- コンテ・演出 - 山川吉樹
- キャラクターデザイン - 大塚舞

| 話数 | サブタイトル                                                               | 作画監督               |
| ---- | -------------------------------------------------------------------------- | ---------------------- |
| 1    | 小さな命をたっぷり食らう つぶつぶうまいぜビバたらこスパ！                  | 青山正宣 (BEAT FROG)   |
| 2    | 子供スウィーツその名はプリン プリン体 多いの?少ないの？                    | 杉原さゆり (BEAT FROG) |
| 3    | インドではカレーは右手で トイレは左手 だらだら続くよ カレー道！            | 佐藤寿子 (BEAT FROG)   |
| 4    | 食わず嫌いはよくないよ！愛してやまない、いとおしいピンクの霜降りコンビーフ | 落合瞳                 |

#### 亜美のモノマネ150連発!!
『とらドラ！ 亜美のモノマネ150連発!!』は、『とらドラ・ポータブル！超弩級プレミアムBOX』のスペシャルDVDに収録の映像特典。TV6話のアフレコされながらもあまりの寒さでカットされた亜美のモノマネシーンを検証という形で映像化。映像部分はアフレコに合わせ本編映像を繋げたもの。ウガンダ、明智光秀、シャンソンを熱唱する織田信長、バスガイドをするマイケル・ジャクソン、時速200kmでコーナーを攻めるモナ・リザ、をシュールにモノマネする。

#### OVA
2011年12月21日発売のBlu-ray BOX完全限定生産版に収録された完全新作エピソード。原作とらドラ・スピンオフ3！「俺の弁当を見てくれ」より。竜児が祐作の祖母の弁当をみて対抗心を燃やしエスカレートしていく話。

### Webラジオ
アニメ化に伴い、『とらドラジオ!』のタイトル名で2008年9月4日から2009年5月28日までアニメイトTVにて配信された。パーソナリティは高須竜児役の間島淳司と川嶋亜美役の喜多村英梨。

### 関連CD
- とらドラ！ オリジナル・サウンドトラック（2009年1月7日発売）
  - テレビアニメ版のサウンドトラック。アイキャッチを含めたBGM30曲と、『プレパレード』『バニラソルト』TV-SIZEの計32曲を収録。ジャケットは田中将賀書き下ろし。
- とらドラ！ キャラクターソングアルバム（2009年4月30日発売）
- とらドラ！BEST ALBUM「√HAPPYEND」（2012年2月8日発売）
  - ベストアルバム。新曲「√HAPPYEND」も収録されている。
  - 一部の店舗で先着購入者に『とらドラ！ オリジナル・サウンドトラック エクスとら！』が配布された。上記サウンドトラックには収録されなかったBGM20曲が収録されている[84]。

### DVD
全巻に、封入特典として12Pブックレットを封入。Scene(3) - (8)には、DVD＆PSP連動企画としてPSP用ソフト「とらドラ・ポータブル！」連動企画PASSWORDがブックレット裏表紙に記載されている。
| 巻数        | 発売日         | 収録話      | 映像特典 | 初回限定版特典 | 規格品番           | 規格品番           |
| 巻数        | 発売日         | 収録話      | 映像特典 | 初回限定版特典 | 初回限定版         | 通常版             |
| ----------- | -------------- | ----------- | --- | --- | ------------------ | ------------------ |
| Scene(1)    | 2009年1月21日  | 第1 - 4話   | ノンクレジットOP&ED | 田中将賀描下ろしイラストデジパック仕様 デジタルコンテンツDVD-ROM DVD全巻収納BOX                                     | KIBA-91596         | KIBA-1596          |
| Scene(2)    | 2009年2月25日  | 第5 - 7話   | ショートアニメ『とらドラ！S.O.S〜食いしん坊万々歳〜 #1』                                                                    | 田中将賀描下ろしイラストデジパック仕様 デジタルコンテンツDVD-ROM                                                    | KIBA-91597         | KIBA-1597          |
| Scene(3)    | 2009年3月25日  | 第8 - 10話  | 実写映像『とらドラ！体験記 デコ電に挑戦 -前編-』                                                                            | 田中将賀描下ろしイラストデジパック仕様 デジタルコンテンツDVD-ROM                                                    | KIBA-91598         | KIBA-1598          |
| Scene(4)    | 2009年4月22日  | 第11 - 13話 | ショートアニメ『とらドラ！S.O.S〜食いしん坊万々歳〜 #2』                                                                    | 田中将賀描下ろしイラストデジパック仕様 竹宮ゆゆこ書き下ろし「とらドラ・スピンオフ！」小説 デジタルコンテンツDVD-ROM | KIBA-91599         | KIBA-1599          |
| Scene(5)    | 2009年5月27日  | 第14 - 16話 | 実写映像『とらドラ！体験記 デコ電に挑戦 -後編-』                                                                            | 田中将賀描下ろしイラストデジパック仕様 デジタルコンテンツDVD-ROM                                                    | KIBA-91600         | KIBA-1600          |
| Scene(6)    | 2009年6月24日  | 第17 - 19話 | ショートアニメ『とらドラ！S.O.S〜食いしん坊万々歳〜 #3』 ノンクレジット NEW OP&ED                                           | 田中将賀描下ろしイラストデジパック仕様 デジタルコンテンツDVD-ROM                                                    | KIBA-91601         | KIBA-1601          |
| Scene(7)    | 2009年7月23日  | 第20 - 22話 | 実写映像『とらドラ！体験記 オレンジタルトに挑戦 -前編-』                                                                    | 田中将賀描下ろしイラストデジパック仕様 デジタルコンテンツDVD-ROM                                                    | KIBA-91602         | KIBA-1602          |
| Scene(8)    | 2009年8月26日  | 第23 - 25話 | ショートアニメ『とらドラ！S.O.S〜食いしん坊万々歳〜 #4』 実写映像『とらドラ！体験記 オレンジタルトに挑戦 -後編-』 TV SPOT集 | 田中将賀描下ろしイラストデジパック仕様 竹宮ゆゆこ書き下ろし「とらドラ・スピンオフ！」小説 デジタルコンテンツDVD-ROM | KIBA-91603         | KIBA-1603          |
| Blu-ray BOX | 2011年12月21日 | 全話        | OVA『弁当の極意』 『とらドラ！S.O.S〜食いしん坊万々歳〜』 実写映像『とらドラ！体験記』                                      | 外箱付デジパック6枚組仕様 ブックレット                                                                              | KIXA-90159 - 90164 | KIXA-90159 - 90164 |

### Blu-ray BOX
『とらドラ！ Blu-ray BOX』2011年12月21日発売。放送時はSD画質だったマスターをHDリマスター化しての発売となるほか、新たに完全新作話が収録。
- 「あなたの力でBD化プロジェクトランキング」第3回の投票1位の結果を受け2011年1月21日の週刊トロ・ステーション内でとらドラ！ Blu-ray BOXの発売決定が発表された[84]。

仕様は特製BOX&デジパック6枚組仕様、映像特典（OVA『弁当の極意』＋「とらドラ！S.O.S〜食いしん坊万々歳〜」シリーズ、「とらドラ！体験記」シリーズ）を収録。
また封入特典はブックレット（DVDアーカイブブックレット＋新規録り下ろしインタビュー＋版権集）となっている。

## ドラマCD
担当声優をはじめ、テレビアニメ版を踏襲している。
- とらドラ！ Drama CD Vol.1（2008年12月25日発売）
  - オリジナルストーリーを収録したドラマCD。書き下ろしジャケット仕様。初回特典はボーナストラックの声優トーク。
- とらドラ！ Drama CD Vol.2（2009年1月21日発売）
  - オリジナルストーリーを収録したドラマCD。書き下ろしジャケット仕様。初回特典はボーナストラックの声優トーク。
- とらドラ！ Drama CD Vol.3（2009年3月25日発売）
  - オリジナルストーリーを収録したドラマCD。書き下ろしジャケット仕様。初回特典はボーナストラックの声優トーク。
- とらドラ！ Drama CD SP.1 〜チワワ注意報！？〜（2011年11月23日発売）
- とらドラ！ Drama CD SP.2 〜ソフトの星〜（2011年12月21日発売）
- とらドラ！ Drama CD SP.3 〜赤ちゃんと虎〜（2012年2月22日発売）

## ゲーム
とらドラ・ポータブル！
2009年4月30日にバンダイナムコゲームスからPlayStation Portable用ソフトとして発売されたアドベンチャーゲーム。
電撃学園RPG Cross of Venus
2009年3月19日にアスキー・メディアワークスからニンテンドーDS用ソフトとして発売されたアクションRPG。
電撃文庫15周年企画として他の電撃文庫と共演し、主要参加の8作品に入る他、ドラマCD『電撃学園RPG キズナの冒険』の主な舞台が本作の世界。声優ネタで『灼眼のシャナ』のヒロイン、シャナとの絡みが多い。
電撃学園RPG Cross of Venus SPECIAL
2010年2月10日に発売された上記作品のリメイク版。
電撃文庫 FIGHTING CLIMAX
2014年3月18日から稼働しているセガ・インタラクティブのアーケード用対戦型格闘ゲーム。
2014夏に逢坂大河（プレイヤーキャラクター）、高須竜児（サポートキャラクター）の追加参戦が発表されている。

## モバイル
とらドラ！きせかえ/とらドラ！二人打ち麻雀/とらドラ！大河の部屋を掃除せよ!/とらドラ！竜児の木刀しらはドリ!
アスキー・メディアワークスが電撃モバイル・電撃G'sモバイルから携帯電話用アプリとして配信。
とらドラ！スライドパズル
アスキー・メディアワークスが電撃モバイル For Android ・電撃G'sモバイル For Android からスマートフォン用アプリとして配信。
とらドラ！ファンクラブ
Twitter上にあるとらドラ！好きによるファンクラブ。アカウント名はとらドラ！FC@会長。